# カナロ・エン・ハポン
カナロ・エン・ハポン（スペイン語:Canaro en Japón）とは、ファン・カナロ作曲のタンゴであり、「日本のカナロ」 を意味する。

## 概要
1954年に、ファン・カナロ楽団の日本公演に合わせて作られたオリジナルのタンゴ。この公演は、アルゼンチンのタンゴ楽団による初めて日本公演となった。
特に歌詞はついていない。
フアン・カナロは、有名なタンゴの権威のフランシスコ・カナロの弟であり、同じ楽団のメンバーだったこともあるが、フアン・カナロ楽団を創設している。